# طعم انتقام
طعم انتقام (به انگلیسی: Tapped Out) یک فیلم ورزشی و درام محصول سال ۲۰۱۴به کارگردانی و نویسندگی آلن اونگار با بازی مایکل بین، کریستوف سوزینسکی، اندرسون سیلوا، لیوتو ماچیدا، کودی هاکمن و مارتین کووا است. این فیلم ابتدا در کانادا و برزیل و سپس در آمریکای شمالی به صورت دی‌وی‌دی و بلو-ری در ۲۷ می ۲۰۱۴ منتشر شد.

## داستان
پسر جوانی به نام مایکل هنگامی که قاتل پدر و مادر خود را در مسابقات بین مدرسه‌ای می‌بیند، تصمیم به انتقام سختی از وی می‌گیرد و…

## تولید
فیلمبرداری در طول ۵ هفته در لندن، لندن، انتاریو در سپتامبر ۲۰۱۲ انجام شد.